# São Carlos (tiểu vùng)
São Carlos là một tiểu vùng thuộc bang São Paulo, Brasil. Tiều vùng này có diện tích 3190 km², dân số năm 2007 là 271758 người.